# Черкасовское движение

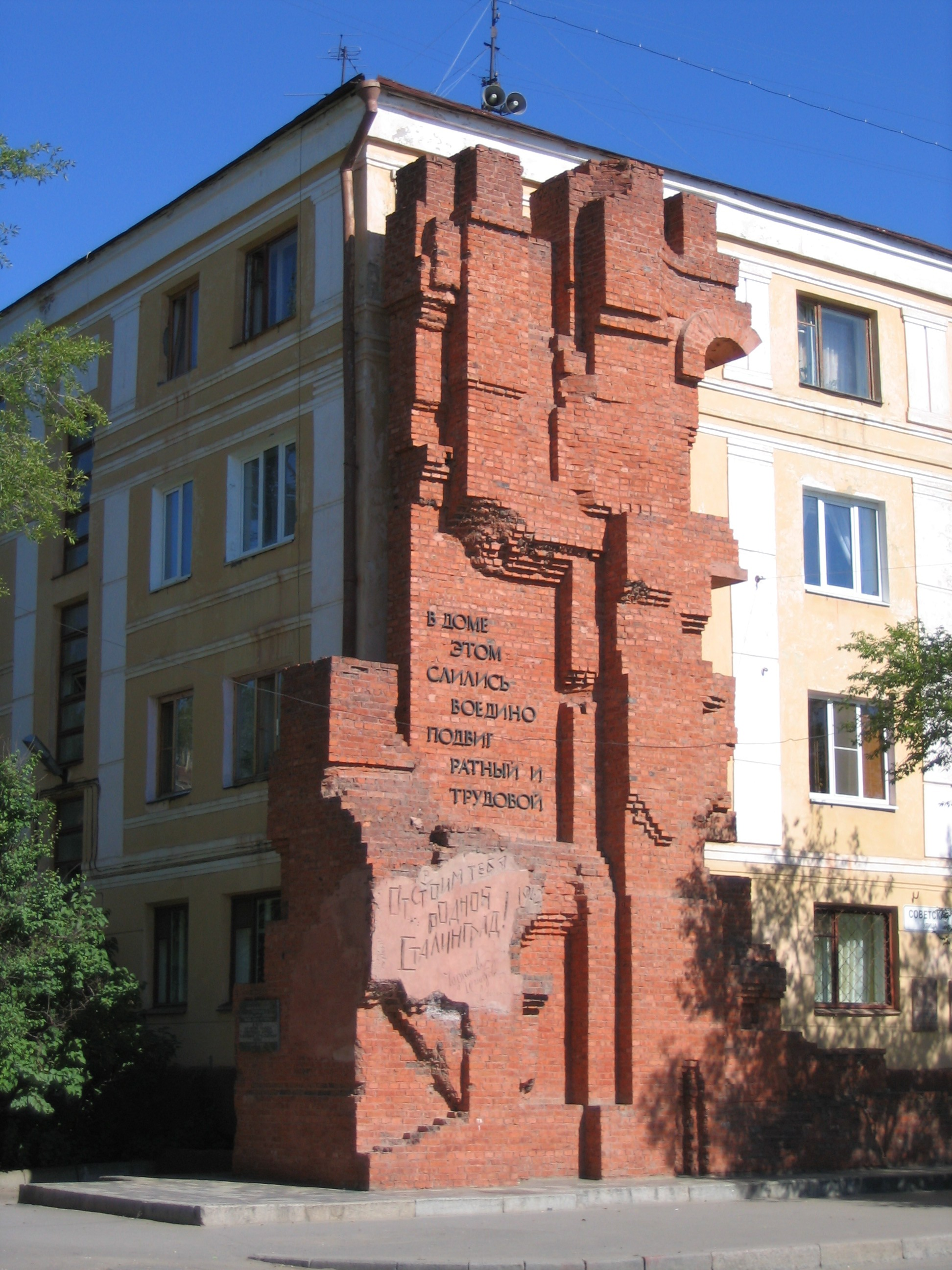
Мемориал черкасовскому движению у «Дома Павлова»

Черка́совское движе́ние — патриотическое движение добровольческих бригад, трудившихся на восстановительных работах на территории СССР во время Великой Отечественной войны и после её окончания. Добровольцы черкасовских бригад трудились в свободное от основной работы время. 

## История возникновения
Восстановительное движение, инициатором которого была работница детского сада Александра Максимовна Черкасова, зародилось в Сталинграде в июне 1943 года. Участвовали в нём главным образом женщины. Самым первым был восстановлен «Дом Павлова». Через несколько дней после инициативы А. М. Черкасовой в «Сталинградской правде» было опубликовано обращение её бригады ко всем трудящимся города, которое было поддержано городской партийной организацией.
К концу 1943 года в Сталинграде работало свыше 820 черкасовских бригад, в 1944 году — 1192 бригады, в 1945 году — 1227 бригад.
В 1944—1945 годах начался второй этап черкасовского движения. Женщины Сталинграда после окончания рабочего дня стали овладевать мужскими профессиями: каменщика, плотника, столяра. В течение 1944 года около 3000 домохозяек, рабочих и служащих овладели строительными специальностями.
Период с 1945 по конец 1950-х годов — это время третьего этапа черкасовского движения. Трудовые бригады в городе стали закрепляться за конкретными объектами строек. Люди работали не вообще на восстановление, а конкретно на одном из объектов. Этими объектами стали: Центральная набережная, педагогический институт, драматический театр, театр музыкальной комедии, Мамаев курган, речной порт.

## География движения
В 1943—1944 годах черкасовское движение получило широкое распространение в районах, освобождённых от немецко-фашистских оккупантов или пострадавших от налётов авиации противника.
В 1944 году жители Ленинграда во внерабочее время отработали 27,1 миллиона часов и выполнили на восстановлении городского хозяйства объём работ на 26 миллионов рублей.
В начале 1944 года развернулось черкасовское движение в Белорусской ССР. Инициаторами были жительницы Гомеля: директор школы А. П. Беленкова, домохозяйка 3. Г. Азарова, работница яслей А. И. Панькова; к концу 1944 года в БССР работало 735 черкасовских бригад. В Латвийской ССР только на восстановлении железнодорожного транспорта было занято 470 бригад.
Черкасовское движение сыграло важную роль в ускорении темпов восстановления народного хозяйства в послевоенные годы.